# Maladera vignai
Maladera vignai är en skalbaggsart som beskrevs av Guido Sabatinelli 1977. Maladera vignai ingår i släktet Maladera och familjen Melolonthidae. Inga underarter finns listade i Catalogue of Life.